# ضفدع بثري
ضفدع بَثري (الاسم العلمي: Euphlyctis)، جنس ضفادع من فصيلة ضفادع متشعبة اللسان تنتشر من جنوب غرب شبه الجزيرة العربية وباكستان وأفغانستان إلى الهند والنيبال عبر ميانمار وتايلاند إلى شبه جزيرة ملايو وسريلانكا. لا تعتبر أي من الأنواع الأربعة التي قُيمت من قبل الاتحاد الدولي لحفظ الطبيعة مهددة.

## الأنواع
هناك ثمانية أنواع معترف بها في جنس الضفدع البثري
- Euphlyctis aloysii Joshy, Alam, Kurabayashi, Sumida, and Kuramoto, 2009
- Euphlyctis cyanophlyctis (Schneider, 1799)
- ضفدع بثري إهرنبرغي (Peters, 1863)
- Euphlyctis ghoshi (Chanda, 1991)
- Euphlyctis hexadactylus (Lesson, 1834)
- Euphlyctis kalasgramensis Howlader, Nair, Gopalan, and Merilä, 2015
- Euphlyctis karaavali Priti, Naik, Seshadri, Singal, Vidisha, Ravikanth, and Gururaja, 2016
- Euphlyctis kerala Dinesh, Channakeshavamurthy, Deepak, Ghosh, and Deuti, 2021

Euphlyctis mudigere Joshy, Alam, Kurabayashi, Sumida, and Kuramoto, 2009 جعل مرادفًا لـ Euphlyctis cyanophlyctis